# Suzanne Flon
Suzanne Flon (Le Kremlin-Bicêtre, 28 gennaio 1918 – Parigi, 15 giugno 2005) è stata un'attrice francese.

## Biografia
Di origini modeste, Suzanne Flon, figlia di un tranviere della linea della Bastiglia residente a Fontenay-sous-Bois, scoprì l'amore per il teatro grazie a uno dei suoi insegnanti. 
Poiché parlava anche inglese e italiano, trovò lavoro come interprete presso i grandi magazzini Au Printemps, poi fu per alcuni mesi segretaria di Édith Piaf. Salì per la prima volta su un palco teatrale nel 1943, in uno spettacolo di Raymond Rouleau, sotto il nome di Anne Lancel;  l'anno successivo recitò nell' Antigone di Jean Anouilh, al Théâtre de l'Atelier. Fece il suo debutto cinematografico nel 1947 in Capitaine Blomet di Andrée Feix.
Lavorò con alcuni dei più grandi registi francesi, come Claude Autant-Lara, André Barsacq e Jean Vilar. Fu diretta anche da John Huston, Orson Welles, Joseph Losey, Jean Becker, Emil-Edwin Reinert.
Morì il 15 giugno 2005 a Parigi all'età di 87 anni, in seguito a una gastroenterite. Fu cremata e tumulata nel cimitero di Père-Lachaise.

## Vita privata
Ebbe una relazione con John Huston, dal quale fu anche diretta.

## Filmografia parziale

### Cinema
- Moulin Rouge, regia di John Huston (1952)
- Rapporto confidenziale (Mr. Arkadin), regia di Orson Welles (1955)
- Non uccidere (Tu ne tueras point), regia di Claude Autant-Lara (1961)
- Amori celebri (Amours célèbres), regia di Michel Boisrond (1961)
- Quando torna l'inverno (Un Singe en hiver), regia di Henri Verneuil (1962)
- Il processo (Le Procès), regia di Orson Welles (1962)
- Il castello in Svezia (Château en Suède), regia di Roger Vadim (1963)
- La portatrice di pane (La Porteuse de pain), regia di Maurice Cloche (1963)
- Il treno (The Train) regia di John Frankenheimer (1964)
- Il più grande colpo del secolo (Le Soleil des voyous), regia di Jean Delannoy (1967)
- Sous le signe du taureau, regia di Gilles Grangier (1969)
- Male d'amore (Un Amour de pluie), regia di Jean-Claude Brialy (1974)
- Il caso del dottor Gailland (Docteur Françoise Gailland), regia di Jean-Louis Bertuccelli (1976)
- Mr. Klein (Monsieur Klein), regia di Joseph Losey (1976)
- Quartet, regia di James Ivory (1981)
- L'estate assassina (L'Été meurtrier), regia di Jean Becker (1983)
- Gaspard e Robinson (Gaspard et Robinson), regia di Tony Gatlif (1990)
- I ragazzi del Marais (Les Enfants du marais), regia di Jean Becker (1999)
- Sono nato da una cicogna (Je suis né d'une cigogne), regia di Tony Gatlif (1999)
- Omicidio in Paradiso (Un Crime au paradis), regia di Jean Becker (2001)
- Effroyables jardins - I giardini crudeli della vita (Effroyables jardins), regia di Jean Becker (2003)
- Il fiore del male (La Fleur du mal), regia di Claude Chabrol (2003)
- La damigella d'onore (La Demoiselle d'honneur), regia di Claude Chabrol (2004)
- Joyeux Noël - Una verità dimenticata dalla storia (Joyeux Noël), regia di Christian Carion (2005)
- Un po' per caso, un po' per desiderio (Fauteuils d'orchestre), regia di Danièle Thompson (2006)

### Televisione
- Délire à deux, regia di Michel Mitrani (1968)

## Doppiatrici italiane
- Andreina Pagnani in Moulin Rouge
- Lydia Simoneschi in Il processo
- Rosetta Calavetta in Il castello in Svezia
- Dhia Cristiani in Il treno
- Gabriella Genta in Il fiore del male
- Eleonora De Angelis in Joyeux Noël - Una verità dimenticata dalla storia
- Graziella Polesinanti in Un po' per caso, un po' per desiderio

## Riconoscimenti
- Festival del cinema di Venezia
  - 1961 – Coppa Volpi per la migliore interpretazione femminile per Non uccidere
- Premio César
  - 1984 – Migliore attrice non protagonista per L'estate assassina
  - 1990 – Migliore attrice non protagonista per La donna del lago maledetto
- Premio Molière
  - 1987 – Migliore attrice per Léopold le bien-aimé
  - 1995 – Migliore attrice per La Chambre d'amis